# Магистрат
Магистрат (Magistrat) — в Германии коллегиальный исполнительный орган местного самоуправления на уровне города. 

## Состав
Каждый магистрат состоит из:
- оплачиваемого первого советника (Erste stadtrat) (в городах земельного подчинения — бургомистра) и нескольких оплачиваемых советников (Stadtrat), возглавлявший тематические отделы (Dezernat), избираемых городским собрание представителей сроком на 4 года;
- неоплачиваемых советников, избираемых городским собранием представителей сроком на 4 года[1][2][3][4].

Председателем магистрата является бургомистр (Bürgermeister) (в городах земельного подчинения — обер-бургомистра (Oberbürgermeister).

## История
До XIX века в Пруссии магистратами назывались местные органы государственной власти в городе, но после создания городских комитетов, они стали исполнительными органами местного самоуправления. Начиная с Веймарского периода членом магистрата мог стать любой дееспособный житель города. В нацистский период были упразднены. В 1946—1947 гг. в ГДР (кроме Восточного Берлина) их функции перешли к советам городов (Stadtrat, с 1952 года — Rat der Stadt), срок полномочий был уменьшен до 4 лёт, в Гессене, Нижней Саксонии и Северном Рейне-Вестфалии были восстановлены. В 1955 году в Нижней Саксонии и Северном-Рейне-Вестфалии, в 1990 году и в ГДР и в Шлезвиг-Гольштейне были заменены единоличными оплачиваемыми бургомистрами.